# Croglio
Croglio – miejscowość w gminie Tresa, w południowej Szwajcarii, w kantonie Ticino, w okręgu (distretto) Lugano, w powiecie (circolo) Sessa. Do 17 kwietnia 2021 samodzielna gmina.